# 鳳凰島
鳳凰島（中国語:凤凰岛、英称:Phoenix Island）は、中華人民共和国海南省三亜市の三亜湾にある人工島。

## 概要

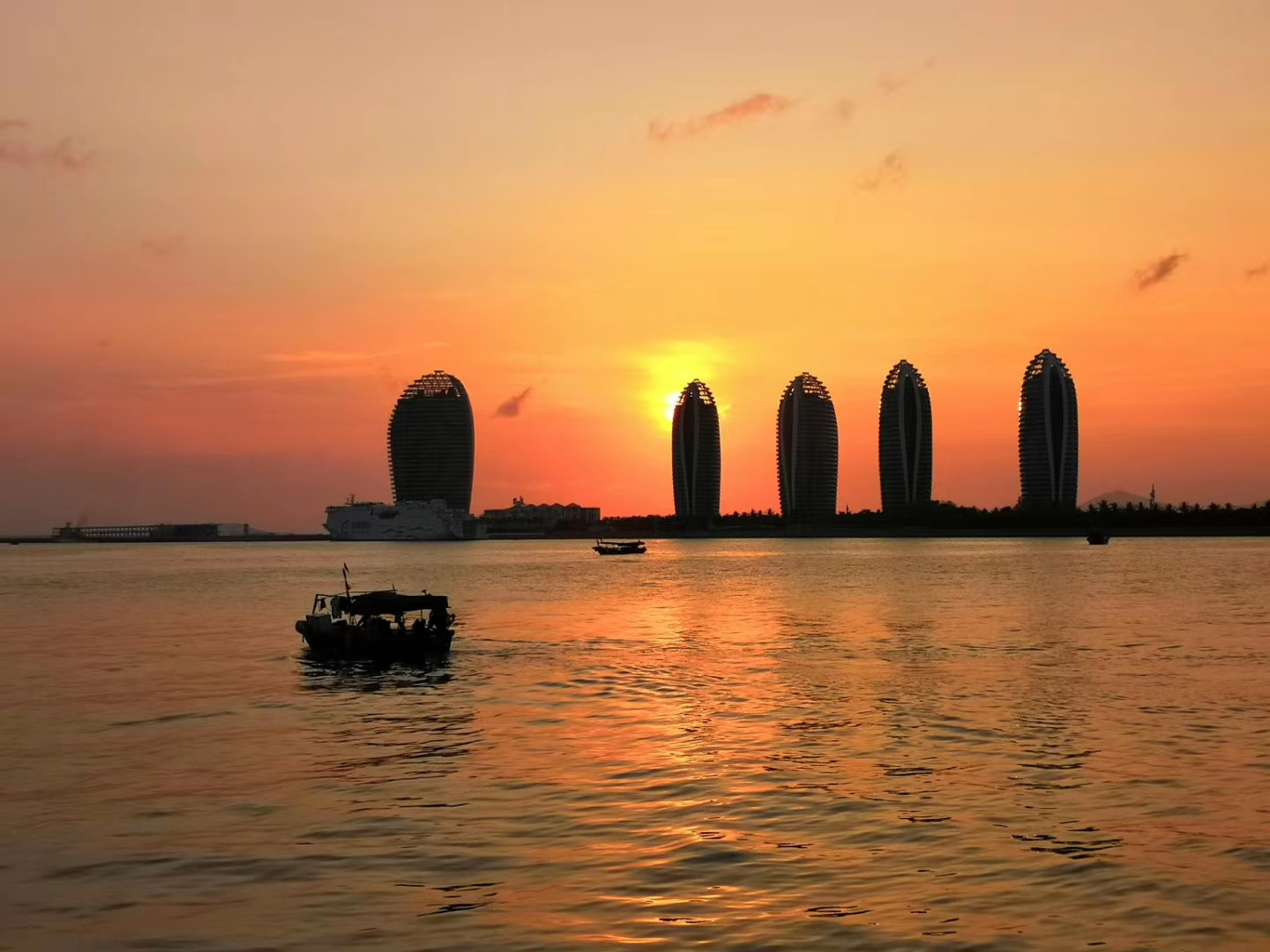
夕景

東西に島を建設する計画であり、先行して完成した東側の島には、5棟の超高層ビルが立ち並ぶ。
西側の島は現在建設中である。市街地とは橋でつながっている。
2008年5月には、北京五輪の中国国内の聖火リレースタート地点として鳳凰島が選ばれた。